# (2935) Naerum
(2935) Naerum (1976 UU; 1982 HW) ist ein ungefähr sieben Kilometer großer Asteroid des mittleren Hauptgürtels, der am 24. Oktober 1976 vom dänischen Astronomen Richard Martin West am La-Silla-Observatorium auf dem La Silla in La Higuera in Chile (IAU-Code 809) entdeckt wurde.

## Benennung
(2935) Naerum wurde nach Nærum, einer kleinen Stadt 15 Kilometer nördlich von Kopenhagen benannt. Dort verbrachte der Entdecker Richard Martin West seine ersten Lebensjahre in seinem Elternhaus. In Nærum zeugen archäologische Funde aus der Stein- und Bronzezeit von einer jahrtausendelangen Besiedlung, ebenso wie der heutige Name, der von „Njarthar-heim“, der Heimat von Njörðr, dem Gott des Meeres und seinen Reichtümern in der nordischen Mythologie, abgeleitet ist.